# Pavlivka, Sînelnîkove
Pavlivka (în ucraineană Павлівка) este un sat în comuna Mîhailivka din raionul Sînelnîkove, regiunea Dnipropetrovsk, Ucraina.

## Demografie
Componența lingvistică a localității Pavlivka
     Ucraineană (90,18%)
     Rusă (9,82%)
Conform recensământului din 2001, majoritatea populației localității Pavlivka era vorbitoare de ucraineană (90,18%), existând în minoritate și vorbitori de rusă (9,82%).